# 方波 (拳击运动员)
方波（1992年—），安徽合肥人，中国男子拳击运动员。

## 生平
2010年入选安徽省拳击队，2013年入选中国国家拳击队。2015年获全国冠军赛52公斤冠军，同年代表解放军参加世界军人锦标赛获得亚军。2021年在全国锦标赛暨全运会预赛中获52公斤冠军，同年获第十四届全运会拳击男子52公斤级银牌。
2013年，作为优秀运动员被推荐至安徽师范大学学习。